# Thyrsia piranga
Thyrsia piranga är en skalbaggsart som beskrevs av Maria Helena M. Galileo och Martins 2007. Thyrsia piranga ingår i släktet Thyrsia och familjen långhorningar. Inga underarter finns listade i Catalogue of Life.